# Mukallá
Al-Mukallá (arab. Písmem المكلا – Al-Mukalla) je město a zároveň hlavní námořní přístav v arabském státě Jemen. Nachází se v pobřežní oblasti Hadramaut v Adenském zálivu. Město je s počtem obyvatel kolem 300 000 páté největší v zemi.
Al-Mukalla leží na jihu Arabského poloostrova a z jihu ho omývá Indický oceán. Leží u poušti, takže zde dopadá malé množství srážek. Za městem se rozprostírá sopečné pohoří.
2. dubna 2015 obsadila město Al-Káida Arabského poloostrova a ustanovila zde vlastní samosprávu. O rok později bylo město obsazeno vládními jednotkami a silami arabské koalice.